# Storia della letteratura latina (117 - 192)
Con letteratura latina del periodo 117 - 192 si intende un periodo della storia della letteratura latina il cui inizio è convenzionalmente fissato alla morte dell'Imperatore romano Traiano (nel 117 d.C.) e la cui fine è identificata con la morte dell'Imperatore Commodo, ultimo della dinastia degli Antonini (nel 192 d.C.). Faceva parte del cosiddetto periodo argenteo, chiamato anche imperiale.

## Contesto storico e caratteristiche letterarie

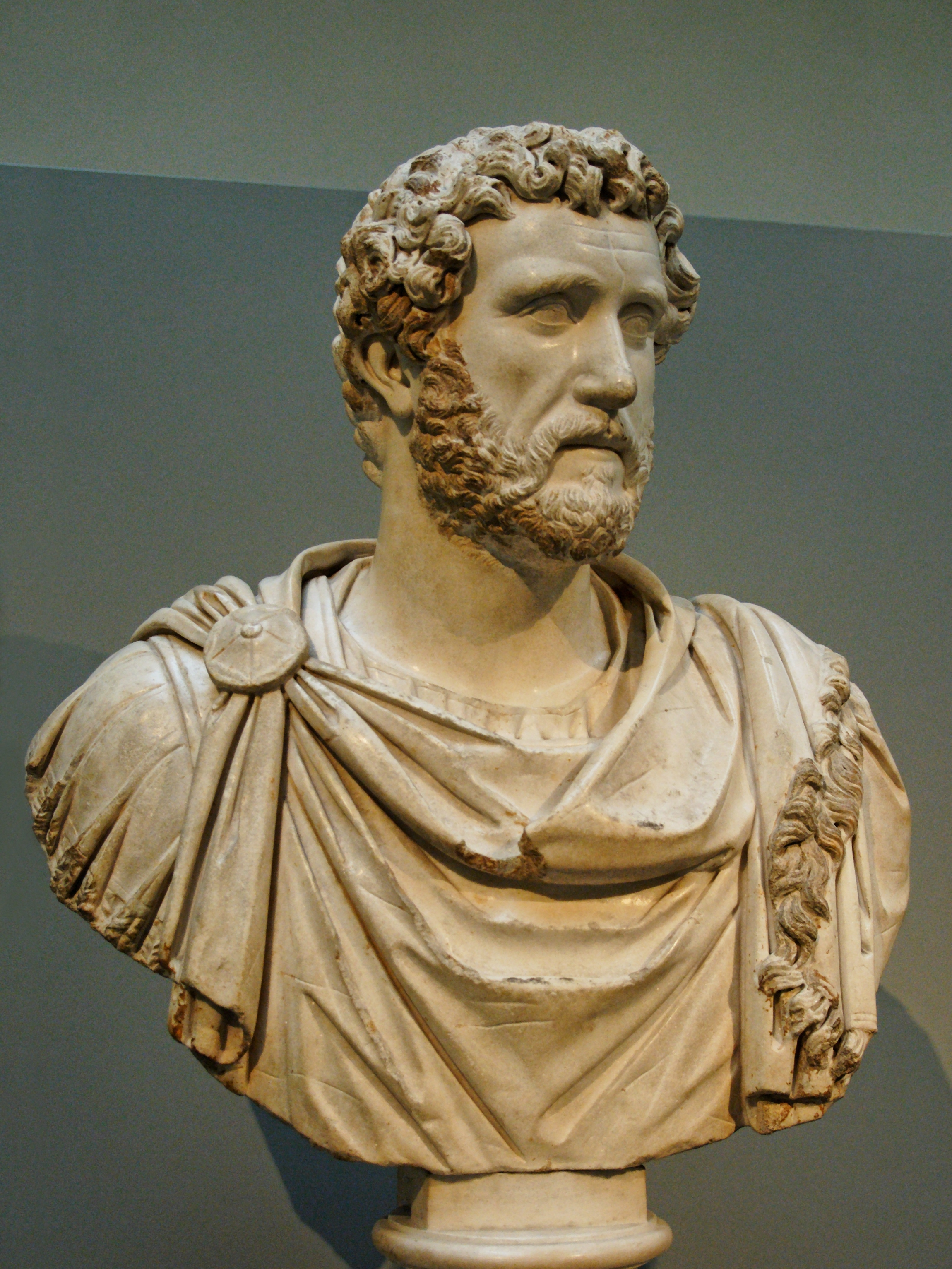
Antonino Pio, primo princeps della dinastia degli Antonini.

All'interno della storia romana si definisce abitualmente età degli Imperatori adottivi, il periodo che va dal 96 (elezione di Nerva) al 192 (morte di Commodo), caratterizzato da una successione al trono stabilita non per via familiare (a parte Commodo, figlio di Marco Aurelio), ma attraverso l'adozione, da parte dell'imperatore in carica nei confronti del proprio successore. Unanimemente considerata una delle età più splendenti della storia romana, la prima parte di questa età (da Nerva ad Adriano), seguì al travagliato periodo della fine della dinastia dei Flavi con la morte di Domiziano (del 96).
Adriano divenne imperatore dei Romani nel 117, in seguito alla morte di Ulpio Traiano, che aveva portato Roma a raggiungere la massima espansione territoriale. Fu questo un periodo significativo della storia romana: da allora infatti la politica estera degli imperatori fu volta al consolidamento dei confini imperiali. Con Adriano si ebbe la rinascita culturale della Grecia, aiutato dal suo amico mecenate Erode Attico. Sul punto di morte, Adriano scelse come successore, adottandolo, Tito Antonino (dopo la morte prematura di Elio Cesare), il quale era stato proconsole in Asia e che ricevette poi dal senato il titolo di Pio. Quando Antonino scomparve nel 161 la sua successione era già stata predisposta con le adozioni sia del genero Marco Aurelio Antonino (già indicato da Adriano stesso), discepolo di Epitteto, sia di Lucio Vero (figlio di Elio Cesare, erede designato da Adriano ma prematuramente scomparso).
La cosiddetta età antonina rappresentò, nell'ambito dell'intera storia romana, uno dei momenti migliori, forse l'ultimo, dei due “secoli d'oro” dell'Impero romano. Ecco come la descrive il grande storico Edward Gibbon:
(Edward Gibbon, Storia della decadenza e rovina dell'Impero romano, cap. 1; traduzione di Nicolò Bettoni (1820 - 1824))
Marco Aurelio, che era stato educato a Roma secondo una cultura raffinata e bilingue (di sua mano è un trattato di meditazioni filosofiche in greco), volle dividere il potere col genero, di nove anni minore, Lucio Vero, già adottato da Antonino Pio. Con lui instaurò una diarchia e la conseguente divisione del potere. Poco dopo la morte di Antonino Pio, i Parti invasero la Siria (161-162)), ma furono respinti dopo alcuni anni di campagne militari (162-166), dalle armate di Lucio Vero e dei suoi validi generali come Avidio Cassio. Terminata la guerra partica, le popolazioni settentrionali germaniche di Quadi e i Marcomanni, insieme a quelle sarmatiche degli Iazigi, cominciarono a premere più insistentemente lungo i confini settentrionali dell'Impero, costringendo Marco Aurelio a combatterli fino alla morte. Il loro Regno fu però segnato da un'epidemia di peste bubbonica, che danneggiò significativamente l'economia dello Stato, già molto provata. Morto Lucio Vero nel 169, Marco Aurelio dovette affrontare da solo la situazione disastrosa in cui versava l'Impero. Nel 180 lui stesso morì per la peste a Vienna e suo successore fu il figlio legittimo Commodo.

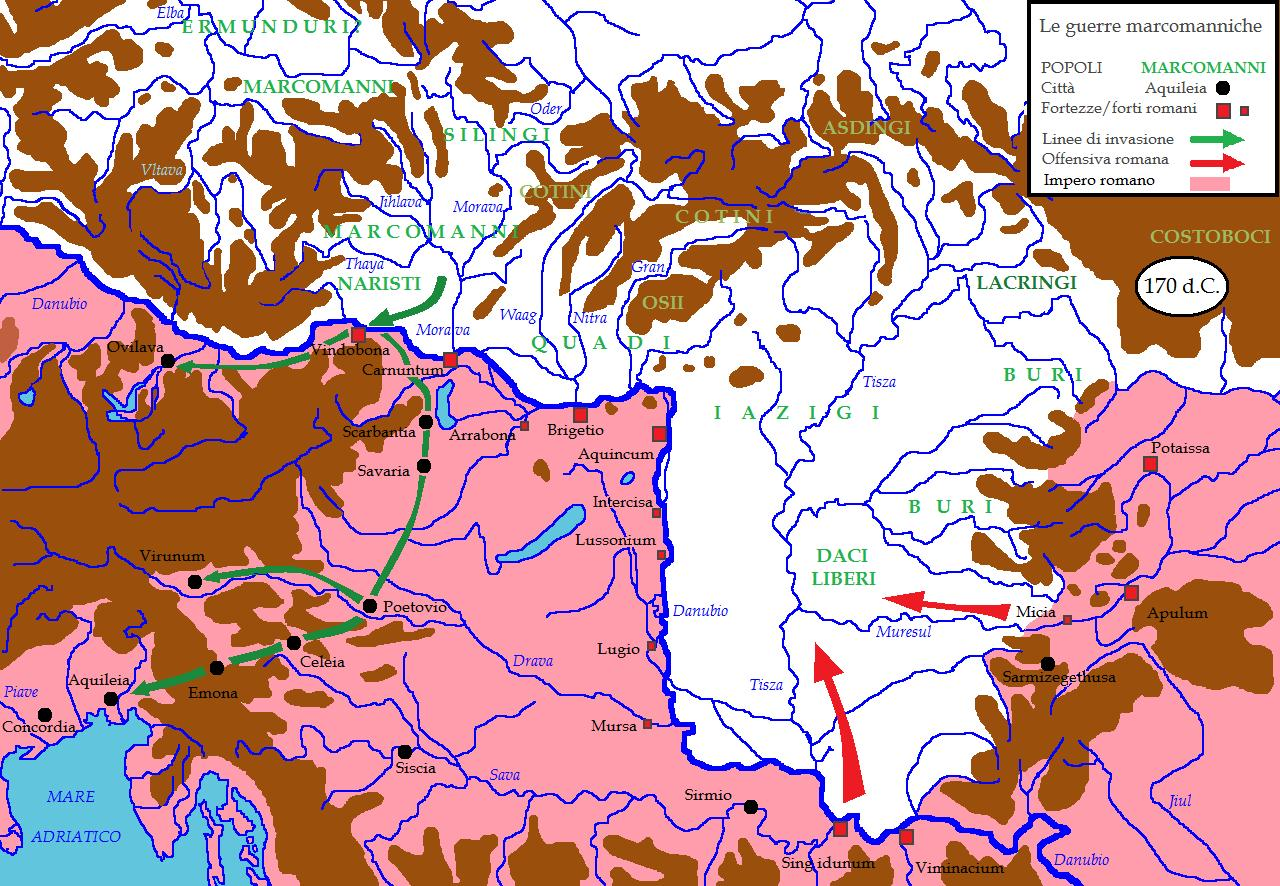
Guerre marcomanniche: lo sfondamento del limes danubiano da parte della coalizione germanica capeggaita da Quadi e Marcomanni (nel 170).

Nel 169 Lucio morì e Marco Aurelio rimase l'unico sovrano. Scomparve nel 180 durante l'epidemia di peste scoppiata nel campo militare di Carnuntum, vicino all'attuale Vienna (Vindobona), durante le dure lotte contro i Quadi e i Marcomanni. Il principe-filosofo, che aveva cercato, ispirandosi ad Adriano, di presentarsi come un imperatore saggio e amante della pace, aveva paradossalmente trascorso tutti gli ultimi anni di governo in dure campagne militari, nell'affannoso compito di riportare la sicurezza nei confini dell'impero. Gli successe il figlio Commodo, che cercò di imporre un'autocrazia ellenizzante, venendo eliminato da una congiura di palazzo nel 193.
Nonostante le prime avvisaglie della crisi, il periodo degli Antonini venne ricordato come un'epoca aurea di estremo benessere e giustizia rispetto alla grave crisi dei secoli successivi. Gli imperatori del periodo risultarono estremamente tolleranti verso le arti e le forme letterarie, preoccupati soprattutto del bene pubblico. Al dominio di Roma sulle province, si sostituì un processo di parificazione delle province con l'Italia grazie al processo di romanizzazione avviato ormai da alcuni secoli. Il potere centrale aveva poi, permesso una certa autonomia culturale sia ai centri in Occidente sia a quelli in Oriente. Gli stessi imperatori, come Adriano e Marco Aurelio, furono essi stessi dei raffinati letterati, che favorirono il diffondersi sia della letteratura latina sia il fiorire di quella greca, senza esercitare una tutela oppressiva. La cultura, tuttavia, risulta con scarso valore spirituale, volta soprattutto all'erudizione pedante, all'imitazione degli antichi (in particolare dei poetae novi), cioè al purismo arcaicizzante ed alla ricerca del formalismo retorico. L'elemento irrazionale irromperà nella vita culturale dell'Impero, per la crescente diffusione dei culti mistici e misterici, e troverà quale unico genio del periodo, riguardo alla letteratura latina, Apuleio ed il suo simbolismo magico.
La lingua e la cultura greca trovarono poi sotto Adriano condizioni di particolare favore, grazie ai viaggi ad Atene che lo stesso imperatore aveva compiuto durante il suo regno. Egli infatti si circondò di letterati greci, e nella sua grandiosa villa fatta costruire a Tivoli volle riprodurre le principali opere d'arte ed edifici greci. Lo stesso Marco Aurelio scrisse i suoi Colloqui con sé stesso in greco.

## Lingua
Il latino volgare include tutte le forme tipiche della lingua parlata che, quindi, proprio per tale natura erano più facilmente influenzabili da cambiamenti linguistici e da influssi derivati da altre lingue. La lingua latina sviluppatasi, cresciuta e diffusasi con Roma e la sua statalità nell'Impero, era divenuta col tempo la lingua di una minoranza elitaria, del ceto amministrativo mercantile e dei letterati, ben lontana dalla lingua parlata quotidianamente da tutte le genti a tutti i livelli sociali.
Diverse, infatti, erano le lingue dei popoli o volgo che restavano radicate a lingue o parlate preesistenti al latino e più o meno influenzate dalla lingua di Roma. Quindi la lingua latina, benché si fosse diffusa in tutto il territorio occupato da Roma subendo, e imponendo a sua volta, influenze secondo i territori, risultava essere più una lingua franca e, per certe genti, una lingua modello da imitare, un esempio di lingua culturalmente elevata. In Oriente, quindi, la presenza di una cultura greca molto forte fu ostacolo al radicarsi del latino, mentre in territori come la Gallia, la Dacia e l'Iberia la lingua latina influenzò significativamente le parlate locali.
Una distinzione tra latino letterario e latino volgare non è applicabile ai primi tre secoli di storia romana, quando le necessità della vita avevano forgiato una lingua non del tutto formalizzata dal punto di vista grammaticale. Si può infatti dire che i documenti latini più antichi riflettono molto da vicino o corrispondono del tutto alla lingua parlata all'epoca in cui furono redatti. Le prime opere letterarie in latino compaiono nella seconda metà del III secolo a.C. e riflettono un'importante evoluzione, effettiva sia sul piano lessicale sia sul piano grammaticale, che corrisponde all'espandersi dell'influenza di Roma.
I popoli vinti dai Romani appresero la lingua dei dominatori e questa si sovrappose alle parlate locali. Inversamente, il latino accolse elementi dialettali, italici e non, configurandosi come "latino volgare": la lingua parlata si contrappone così alla lingua scritta, depurata da forestierismi o da elementi dialettali, formalizzata sintatticamente e grammaticalmente, fornita di un lessico controllato.
Con sermo provincialis ("lingua degli abitanti delle province"), o anche sermo militaris ("gergo militare"), sermo vulgaris ("lingua volgare, del volgo") o sermo rusticus ("lingua rustica, campagnola, illetterata"), si indica comunemente il modo di riferirsi dei dotti latini alle parlate delle Province romane fino al II secolo d.C. Nelle Province, infatti, non si parlava il latino classico, ma un latino, differente da zona a zona, che aveva subito gli influssi particolari della regione in cui era stato importato. Tali modifiche agivano sia a livello fonetico (ad esempio, nelle aree in cui, prima dell'arrivo del latino, erano utilizzate lingue celtiche, era rimasta, anche una volta adottata la lingua di Roma, la presenza della U "turbata", ossia pronunciata come nel francese moderno o in alcune aree del Nord-Italia) che lessicale (per esempio, nelle parlate volgari si tende a servirsi di metafore concrete piuttosto che di vocaboli neutri: si usa testa, ossia "vaso di coccio a forma di testa umana", al posto del latino caput), ed erano sostanzialmente dovute al sostrato, appunto lo strato linguistico precedente al latino.

## Produzione

### Diritto
Di fondamentale importanza furono le Institutiones di Gaio, opera didattica in quattro libri composta dal giurista romano tra il 168 e il 180. Il carattere di assoluta eccezionalità dell'opera consiste nel fatto di essere l'unica opera della giurisprudenza romana classica ad essere pervenuta fino ai nostri giorni direttamente, senza il tramite di compilazioni che ne abbiano potuto alterare il significato. L'intera materia trattata dalle Istituzioni è divisa in tre parti, personae, res e actiones, dove per res si intendono i rapporti patrimoniali e per obligationes le obbligazioni ed il processo per legis actiones.
Nelle Institutiones troviamo spesso riferimenti ai contrasti tra la scuola sabiniana e la scuola proculiana, sebbene l'autore abbia scritto le Istituzioni in un periodo in cui le dispute tra le due scuole erano già da tempo sopite. Lo stesso Gaio si dichiara in più punti seguace dei Sabiniani. Anche da altri punti di vista Gaio si mostra più indietro rispetto al diritto del suo tempo: basti pensare alla descrizione dettagliata del processo delle legis actiones, inutilizzato da due secoli, e al fatto che il giurista non cita mai i giureconsulti del suo tempo.
Alcuni studiosi, basandosi su questi dati hanno avanzato l'ipotesi che l'autore si sia limitato in realtà ad ampliare un'opera precedente scritta da un Gaio originario (un Urgaius), e che l'opera che noi oggi leggiamo sia, in realtà, una rielaborazione di un manuale di scuola sabiniana del I secolo o di alcuni appunti di lezione del giurista Gaio Cassio Longino.

### Filosofia e politica

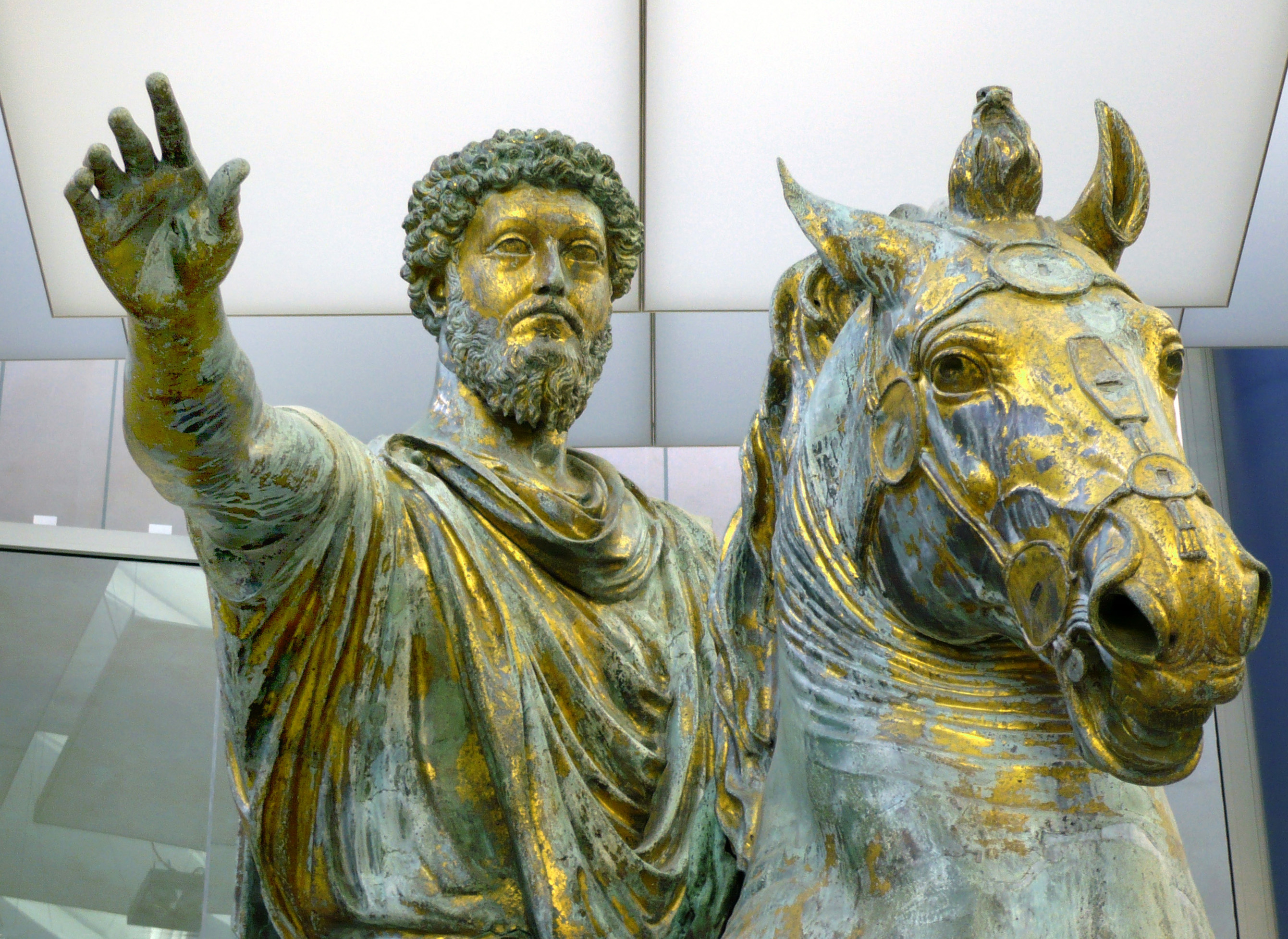
La statua equestre di Marco Aurelio (Musei Capitolini, Roma)

Il II secolo d.C. fu un'età segnata da una profonda crisi spirituale. Il cosmopolitismo si affermava nell'Impero romano e decadeva il valore della cittadinanza romana, che legava il civis romanus alla res publica. Questa tendenza centrifuga favorì un conseguente riflusso nel privato, concentrando l'attenzione sulle problematiche e sugli affanni che più interessavano l'individuo, come la paura della morte e della perdita dell'«io». Per trovar conforto da queste angosce, l'uomo del II secolo d.C. adottò un atteggiamento sempre più rivolto al misticismo, che interessa tutti i campi culturali.
All'interno di questo contesto, Lucio Apuleio aderì al medioplatonismo, che ben incorporava tutte le tendenze della sua epoca. Il medioplatonismo fu una corrente filosofica sviluppatasi tra il I secolo a.C. e il II secolo d.C., che riprendeva le dottrine non scritte di Platone. Esso, talvolta, si rivolgeva anche ad altre tradizioni di pensiero, come il pitagorismo e l'orfismo, che vertono su un forte misticismo in grado di spingersi oltre un'indagine puramente materiale della realtà.
Del periodo va ricordato anche l'Imperatore Marco Aurelio (121-180), il quale, sebbene abbia scritto la sua opera principale in greco, fu un importante filosofo stoico, autore dei Colloqui con sé stesso (Τὰ εἰς ἑαυτόν). Fu l'ultimo grande esponente della dottrina stoica, dove la celebrazione dell'interiorità si evidenzia chiaramente fin dal titolo della sua opera " Ricordi o colloqui con se stesso".
Di fronte al non senso del mondo e delle sue realtà caduche l'unica via che rimane al saggio è il ripiegamento su se stessi che dà significato alla propria esistenza individuale. Marco Aurelio sembra però esprimere un forte pessimismo sulla sorte dell'uomo, richiudendosi in se stesso attraverso una forma di malinconica meditazione. Egli sente di dover adempiere al compito impartitogli dal destino di regnare sull'Impero con stoica sopportazione. Come in Seneca l'anima è distinta e separata dal corpo ma essa è poi ulteriormente composta dall'anima vera e propria, intesa come spirito, pneuma, soffio vitale e l'intelletto, la sede dell'attività spirituale. Egli, come imperatore compie stoicamente il dovere per ciò che attiene al suo ruolo politico, ma sente l'inutilità e il non senso di azioni che non cambieranno l'irrazionalità che travaglia il mondo umano: 
(Colloqui con sé stesso, IV.3.)

### Poesia

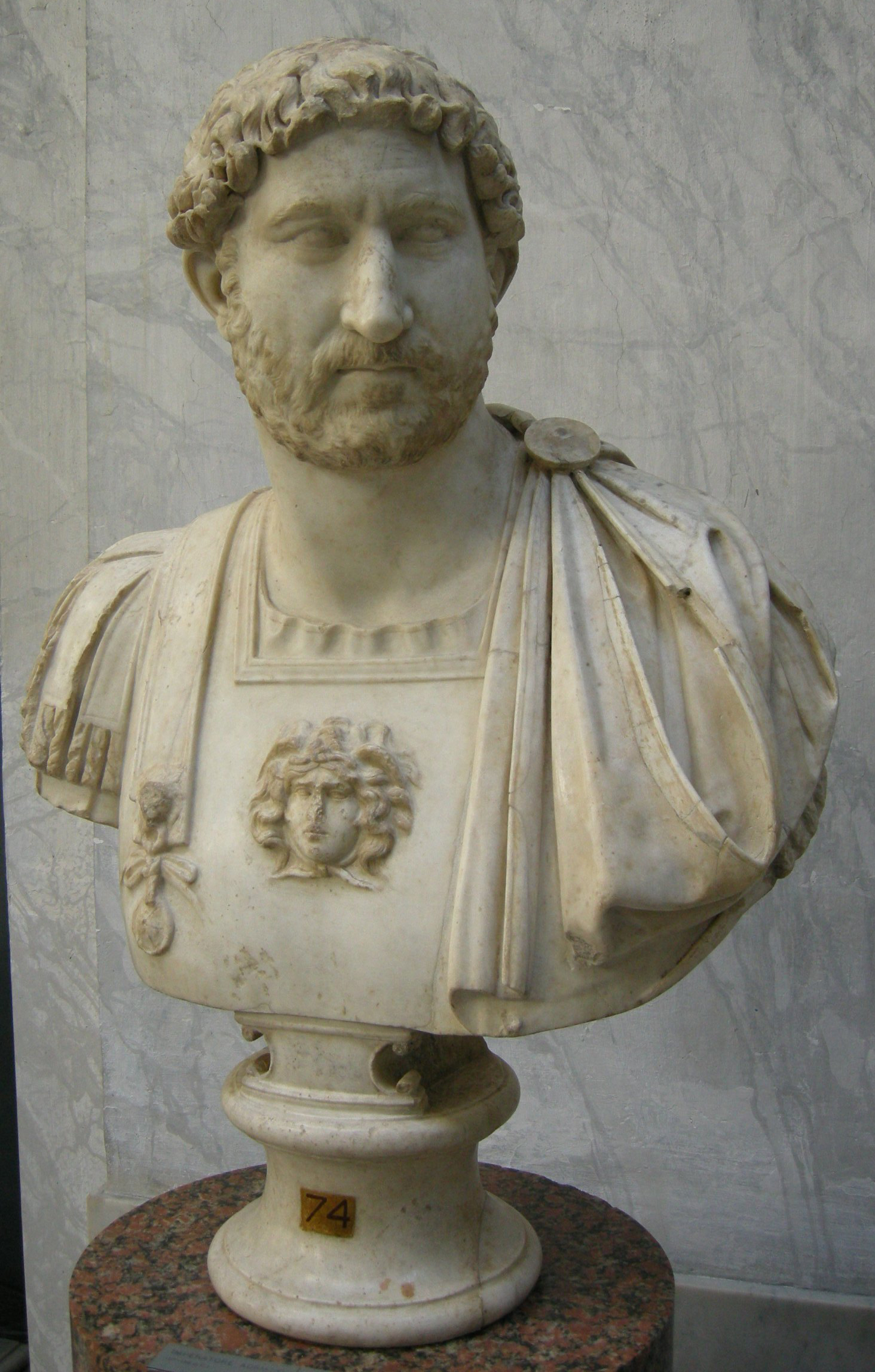
Ritratto dell'Imperatore Adriano.

A partire dagli inizi del II secolo, la poesia latina sembra abbandonare l'epica a vantaggio di un componimento più "leggero" e scherzoso, con versi brevi, ispirandosi a Catullo. Si ebbe così un procedimento di imitazione dei poeti preclassici, cercando anche una miglior semplicità popolaresca nelle sue forme e contenuti.
Nel corso dell'alto impero il distico elegiaco è impiegato sempre più spesso per l'epigramma più che per l'elegia, che gradatamente sparisce dalla produzione letteraria dei primi secoli dell'impero in favore di forma prosastiche (storiografia, trattatistica tecnica) o di poesia di più alto registro (epica) adeguata all'encomio dei regnanti di turno.
Data questa premessa non sorprende particolarmente la quasi totale sparizione del genere elegiaco dalla produzione letteraria di età imperiale. In effetti nel corso del II e III secolo la produzione di poesia ricercò atmosfere rarefatte e funambolismi tecnici tipici della corrente dei poetae novelli: in alcuni carmi della Anthologia Latina compaiono distici elegiaci, ma più vicini all'epigramma che all'elegia. I carmi venivano composti in tetrametri trocaici, metrica da tempo trascurata e dalla cadenza popolareggiante, che troveranno espressione anche nel Pervigilium Veneris (un inno da cantare, quale invito all'amore ed alle gioie della vita), componimento anonimo di 93 tetrametri trocaici. Quest`opera fu attribuita, di volta in volta, a Catullo, ad Apuleio, a Publio Annio Floro oppure a Tiberiano (IV secolo). In effetti, la datazione rimane molto incerta: per alcune coincidenze di stile, sembrerebbe appartenere ai componimenti dei poetae novelli, ma c'è anche chi colloca la composizione in un'epoca più tarda, finanche nel VI secolo.
Del circolo dei poetae novelli faceva parte il poeta e grammatico, Terenziano Mauro, suo principale teorico. Altri poeti erano: Anniano Falisco (che scrisse i Fecennini ed i Falisca), Settimio Sereno (Opuscola ruralia), Alfio Avito (Libri excellentium), Annio Floro e lo stesso Adriano. Essi si riallacciavano al precedente movimento letterario dei poetae novi, per tematiche, tecnica e metrica poetica. La novitas era soprattutto costituita del fatto che volevano esprimersi in modo più popolare, con toni meno aulici e classicheggianti riconducibili all'Antica Grecia. Ciò significava introdurre tematiche campestri, rustiche, con paesaggi idilliaci. A ciò si aggiunga una ricerca di maggior realismo e verismo, con una metrica popolare e maggiormente orecchiabile.
Lo stesso imperatore Adriano protesse notevolmente l'arte, essendo egli stesso un fine intellettuale, amante delle arti figurative, della poesia e della letteratura, come risulta da un piccolo frammento dallo stesso scritto e riportato nella Historia Augusta:
(Historia Augusta, Vita di Adriano, 25.9; poesia in stile ellenistico composta da Adriano poco prima della morte, traduzione di Lidia Storoni Mazzolani)

### Retorica

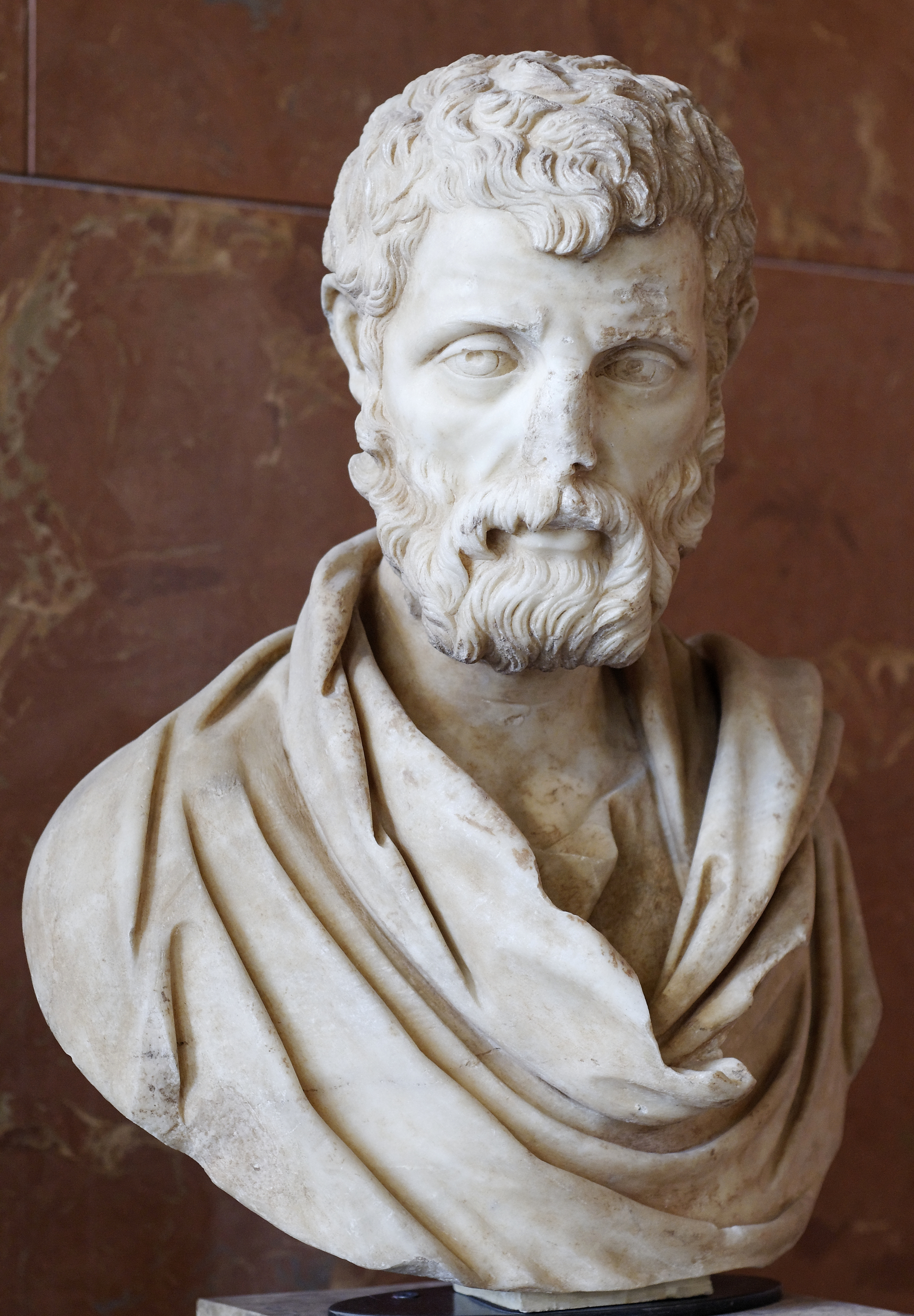
Erode Attico della Seconda sofistica, amico di Aulo Gellio.

Marco Cornelio Frontone, principale retorico dell'epoca, teorizzava la elocutio novella, ossia il nuovo modo di approcciarsi all'arte retorica. L'autore sembra molto attento all'uso del latino, una lingua che egli auspica di rinnovare tramite l'uso della terminologia arcaica, poiché essa soltanto conteneva il significato "genuino" delle espressioni. Nella prosa andava così affermandosi la tendenza arcaicistica, che aveva come modelli imitativi quei retori preclassici come Catone, i Gracchi e Sallustio. La nuova retorica doveva sorprendere il lettore-ascoltatore attraverso l'"inatteso". L'interlocutore rimanendo allibito da tanta maestria ammetteva, se pur non apertamente, il suo "surclassamento". La nuova arte oratoria dunque era rivolta ad un pubblico dotto, capace di intendere i riferimenti letterari e arcaici del retore che la praticava. Si doveva preoccupare, quindi, della purezza della forma e dell'eloquenza.
Parallelamente in si sviluppava, nella parte orientale dell'Impero, un movimento filosofico-letterario definito da Flavio Filostrato Seconda sofistica. Gli esponenti di questo movimento intendevano riportare in auge i fasti della Sofistica attica del V secolo a.C., di cui ripresero il nome; tuttavia, ai loro interessi furono estranei i temi politici ed etici di cui si erano occupati i loro illustri predecessori, preferendo piuttosto soffermarsi sullo studio e l'esercizio della retorica allo scopo di raggiungere il successo. Essi inoltre mantennero sempre stretti rapporti con il potere costituito, cercando (tranne rare eccezioni, come nel caso di Dione di Prusa) di ingraziarsi i favori di re e sovrani. Questa inclinazione si scorge anche nella produzione letteraria dell'epoca, tesa ad assecondare i gusti del pubblico colto a cui si rivolgeva, attraverso una prosa attentamente studiata, riducendo lo spazio dell'improvvisazione con il ricorso ad un ampio repertorio di temi e discorsi già pronti. I generi letterari a cui si dedicavano erano svariati e mutevoli: si va dai trattati ad opere di semplice intrattenimento, senza dimenticare dialoghi, novelle e opere satiriche. Infine, i neosofisti ereditarono l'ormai annosa diatriba tra asianesimo e atticismo, che proseguirono senza risultati.
Alla Seconda sofistica sono riconducibili autori del II secolo come Dione Crisostomo, Massimo di Tiro, Favorino, Erode Attico, Elio Aristide, Luciano di Samosata, Eliano, Flavio Filostrato ed Ermogene di Tarso.

### Storiografia e biografie storiche
Svetonio, il più importante storico del periodo, piuttosto che fare la cronaca degli eventi come accaddero nel corso del tempo, li presenta per argomento. Questo stile gli permise di paragonare i successi e i rovesci di ogni imperatore usando vari esempi delle responsabilità imperiali, dai progetti edilizi ai pubblici divertimenti, ma rende gli aspetti cronologici della vita di ogni imperatore e gli eventi del primo Impero romano di difficile collocazione. Rende anche completamente inutile la capacità di estrapolare una sequenza causale dalle opere. Lo scopo di Svetonio non era la narrazione storica degli eventi, ma piuttosto la valutazione degli imperatori stessi.
Lo stile di Svetonio è semplice; spesso inserisce citazioni direttamente dalle fonti che sono state usate, per lui il linguaggio e l'organizzazione artistica non sembrano esistere. Si rivolge alle questioni direttamente, senza ricorrere a un linguaggio elaborato o fuorviante, e cita spesso le sue fonti. Lui viene spesso criticato per il suo spiccato interesse più nelle storie sugli imperatori che non sugli eventi reali dei loro regni. Lo stile col quale lui scrive si origina principalmente dal suo proposito primario, catalogare le vite dei suoi personaggi. Lui non stava scrivendo una storia annalistica, né stava tentando di creare un resoconto. Il suo scopo era la valutazione degli imperatori, ritraendo eventi ed azioni della persona durante lo svolgimento delle loro attività. Si concentra sull'adempimento dei doveri, criticando quelli che non sono all'altezza delle aspettative, giungendo a lodare i cattivi imperatori nel momento in cui adempiono ai loro doveri.

## Principali autori del periodo

### Apuleio

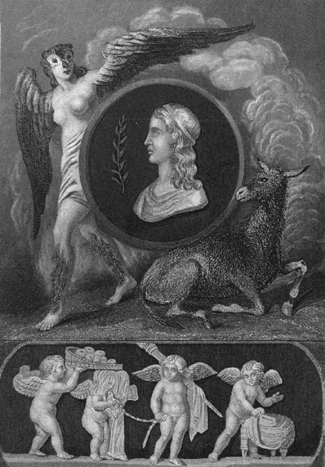
Rappresentazione di Apuleio affiancato da Pánfila che si trasforma in gufo e l'Asino d'oro.

Lucio Apuleio (123/125–180), novellista e filosofo africano di scuola platonica, è noto in particolare per la composizione del romanzo Le metamorfosi (o Asino d'oro) e per l'opera oratoria dell'Apologia. Di famiglia influente (il padre fu console), svolse i suoi primi studi grammaticali e retorici a Cartagine. Qui Apuleio approfondì poesia, geometria, musica, e soprattutto filosofia, i cui studi sono terminati successivamente ad Atene. Il suo interesse si rivolse anche ai riti misterici: a Cartagine dei misteri di Esculapio, il corrispettivo romano del dio greco della medicina e della guarigione Asclepio, e ad Atene dei Misteri Eleusini.
Grande amante dei viaggi, fu un brillante conferenziere e curioso d'ogni scienza, filosofia o culto, una specie di clericus vagans del suo tempo. Alcune tappe del suo pellegrinaggio segnarono particolarmente il suo vissuto e la sua sensibilità. Recatosi a Roma, fu iniziato al culto di Osiride e di Iside e intraprese con successo la carriera dell'avvocato. Proseguì per l'Egitto, Samo (isola natale di Pitagora), Gerapoli e l'Oriente, dove approfondì la sua cultura filosofica e religiosa.
Apuleio usa uno stile prosastico ibrido, da un lato manieristico, ad imitazione dello stile dell'età repubblicana (da qui, l'uso di termini, che si rifanno alla poetica di Catullo), e di arcaismi; all'altro, innovativo: ricorre a termini del dialetto latino africano e neologismi, ai quali si aggiunge l'uso di espressioni colloquiali e gergali.
Ne Le metamorfosi, si fa più marcata la distanza dal modello ciceroniano di concinnitas e l'avvicinamento ad una maggiore suggestività, realizzata attraverso la musicalità, il ritmo e le figure sonore. Apuleio fu, inoltre, seguace della Seconda sofistica (conosciuta anche come Nuova sofistica e Neosofistica), un movimento culturale sviluppatosi in Grecia tra il II secolo e il VI secolo che riprende l'uso della dialettica e della retorica sofistica, della forma; ma abbandonandone i temi filosofici ed etici, il contenuto. Apuleio si distinse, infatti, per la sua abilità retorica.

### Aulo Gellio

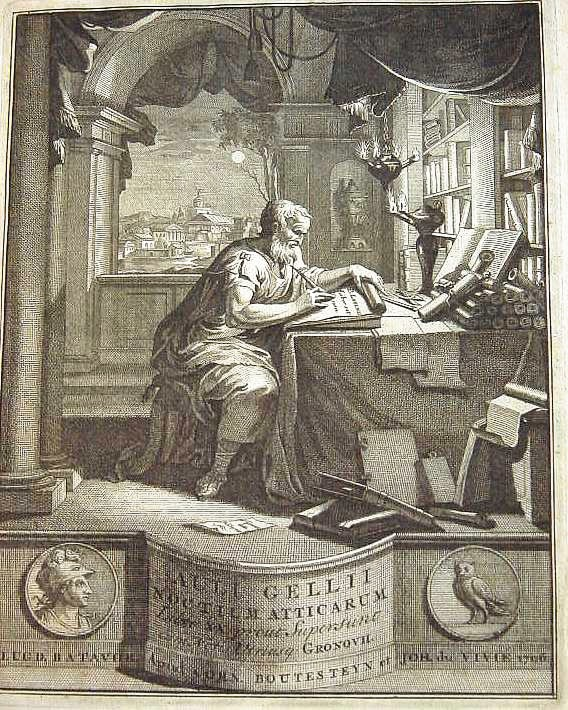
Aulo Gellio scrive le Noctes Atticae

Aulo Gellio (125–180 circa), grammatico e giurista dell'età antonina, è noto per essere stato allievo di Marco Cornelio Frontone e l'autore delle Noctes Atticae (Le Notti Attiche), opera di venti libri, pervenutaci quasi per intero ad eccezione del liber octavus, nella quale fa sfoggio di grandi conoscenze nei più svariati campi: dalla retorica alla medicina, filosofia, critica letteraria, storia, scienze, archeologia e diritto.
In essa Gellio cita anche episodi tratti dal suo soggiorno nell'Attica, da cui il titolo dell'opera, grazie ai quali possiamo ricostruire parzialmente la sua vita. Opera ritenuta estremamente frammentaria, disorganica nella sua struttura, con la ricerca verso la notizia erudita o l'aneddoto. La sua opera viene definita una sorta di Zibaldone ante litteram, adatta solo per chi ama e possiede le vera cultura, non per il semplice "popolino". Per Gellio la cultura consiste in nozioni curiose, particolari, nella vastità enciclopedica delle informazioni trattate, di sicuro non nella profondità con cui vengono espresse o nella loro organicità. Egli, pur senza affermarlo in modo esplicito, sosteneva la superiorità della civiltà romana, rispetto a quella dell'antica Grecia.
Nell'opera Gellio cita anche episodi tratti dal suo soggiorno nell'Attica, da cui il titolo dell'opera, grazie ai quali possiamo ricostruire parzialmente la sua vita. Il principale motivo d'interesse delle Noctes sembra risiedere nella descrizione della bellezza della società imperiale negli anni di Antonino Pio, che assaporiamo di riflesso in questi racconti, consapevoli che quell'età dell'oro non sarebbe più tornata per l'Impero.
Aulo Gellio nacque a Roma, durante il principato adrianeo. Dopo gli studi di retorica e grammatica, compiuti con Tito Castricio e Sulpicio Apollinare nella capitale, si recò ad Atene, per perfezionarsi nelle arti liberali. Qui conobbe, tra gli altri, Erode Attico e Peregrino Proteo. Tornato poi a Roma, iniziò a lavorare come giudice extra ordinem, cioè come giudice del processo imperiale, e probabilmente fu in questo periodo che conobbe Marco Cornelio Frontone e il filosofo Favorino, spesso citato nelle Noctes Atticae.

### Floro
Publio Annio Floro (70/75-145 circa), retore di origine africana, ebbe come esigenza letteraria primaria, quella di rinnovare i modelli storiografici tradizionali, o per lo meno di variarne le caratteristiche, in modo da aggiungerne particolari e dettagli a volte cruciali, a volte futili. Ebbe un rapporto di amicizia con Svetonio che testimonia la medesima ricerca letteraria dei due scrittori. Partecipò a Roma a una gara di poesia nella quale ingiustamente non fu premiato per la gelosia di Domiziano. Indispettito da ciò, lasciò la capitale e viaggiò a lungo nel Mediterraneo. Soggiornò in Spagna, a Tarragona, dove insegnò retorica. Ritornato nella capitale, divenne amico dell'imperatore Adriano e si dedicò alla storia ed alla poesia, anticipando il gusto della scuola di coloro che saranno definiti poetae novelli.
La sua opera storica principale fu Bellorum omnium annorum DCC ha un "secondo" titolo probabilmente non autentico (Epitoma de Tito Livio), perché l'autore, se attinge soprattutto a Livio, se ne differenzia nello spirito e nell'impostazione e utilizza ampiamente altre fonti, quali Sallustio, Cesare e Seneca il Retore, registrando anche avvenimenti successivi alla trattazione liviana. L'opera è un panegirico, pieno di retorica e di enfasi, del valore militare di tutto il popolo romano, di cui esalta le gesta dalle origini.

### Marco Cornelio Frontone
Marco Cornelio Frontone (100-166/170), fra i più significativi retori del II secolo, di condizione elevata, appartenente all'ordine senatorio, fu precettore degli Imperatori romani Marco Aurelio e Lucio Vero. Anche se probabilmente era discendente di immigrati italici, che avevano sempre formato una minoranza rilevante della popolazione nella capitale numidica Cirta, amava definire se stesso un "libico, dei nomadi libici". Guadagnò fama di avvocato ed oratore, inferiore solo a Cicerone. Pronunziò panegirici a favore dei due imperatori, oltre a discorsi di importanza politica. Tale fu la sua fama di insegnante-retore che quando morì i due Augusti fecero erigere una statua in sua memoria.
L'opera principale è una collezione di corrispondenza con gli Imperatori Marco e Lucio, l'Epistolario. Si trattava di un palinsesto manoscritto, su cui erano state scritte le lettere di Cornelio Frontone ai suoi allievi imperiali e le loro risposte. La collezione contiene inoltre trattati sull'eloquenza, alcuni frammenti storici e inezie letterarie come l'elogio del fumo e della polvere, della negligenza e una dissertazione su Arione.
Il suo obiettivo nell'insegnamento era inculcare l'uso esatto del latino, al posto degli artifici di autori del I secolo come Seneca, che avevano, secondo Frontone, uno stile artificioso e trascurato dei vocaboli. Consigliava l'uso di "parole poco usate ed inattese", da trovare con la lettura diligente degli autori pre-Ciceroniani. Frontone criticava Cicerone per la disattenzione a questo perfezionamento, pur ammirando senza riserva le sue lettere.
Essendo insegnante di retorica dei due Augusti, nell'epistola intitolata "Ad Marcum Caesarem" troviamo l'importanza dell'elocutio per l'imperatore. Innanziututto Cornelio Frontone, sostiene che fosse di basilare importanza il rapporto con il destinatario: la voce imperiale doveva essere una "tromba" non un "flauto". Con questa sottile metafore l'autore ci fa comprendere che l'imperatore doveva impartire ordini al suo popolo, come la tromba fa per l'esercito, sottolineando il valore allocutorio del discorso imperiale. Il flauto, al contrario, risultava uno strumento troppo flebile e delicato, il discorso di un Cesare non può essere vellutato: si rischierebbe di perdere, agli occhi del popolo e del Senato (che devono essere trattati allo stesso modo), l'autorevolezza e l'attenzione che sono dovute ad un uomo così importante.

### Svetonio
Gaio Svetonio Tranquillo (70-130/140), noto anche come Svetonio, è molto famoso per le sue biografie degli imperatori delle dinastie Giulio-Claudia e Flavia e di altre importanti figure storiche. Fu un erudito, vista la grande mole di opere dallo stesso composte delle materie più svariate (in parte scritte in greco), amante della vita ritirata onde potersi dedicare agli studi che più amò. Fu un abile ricercatore enciclopedico, con grande interesse per le antichità e la cultura romana, accostabile a Marco Terenzio Varrone.
Nacque intorno all'anno 70 da una famiglia di ceto equestre. Vissuto al tempo dell'Imperatore Traiano, gli fu presentato dall'amico comune, Plinio il Giovane, Svetonio iniziò a salire di rango nell'amministrazione imperiale. Intorno all'anno 102 gli venne affidata una posizione di tribuno militare in Britannia che finì per rifiutare. Tuttavia lo troviamo al seguito di Plinio quando questi divenne governatore della Bitinia. Durante l'ultimo periodo del regno di Traiano e poi sotto Adriano ebbe vari incarichi (tra cui sovrintendente alle biblioteche ed alla cultura, oltre a segretario dell'Imperatore), dai quali fu poi rimosso, probabilmente dopo la morte del suo protettore, Plinio, insieme al suo protettore, il prefetto del pretorio Gaio Septicio Claro. La sua posizione gli garantì una stretta vicinanza col governo così come l'accesso agli archivi imperiali, fatti verificabili dalle sue biografie storiche.
Svetonio scrisse un gran numero di biografie su importanti figure letterarie del passato (De Viris Illustribus). Facevano parte della raccolta personaggi di rilievo, quali poeti (De poetis), grammatici e retori (De Grammaticis et rhetoribus), oratori (De oratoribus), storici (De historicis) e filosofi (De philosophis). Questa raccolta, come altri suoi lavori, non fu però organizzata cronologicamente. Non tutto questo lavoro è giunto ai giorni nostri: solo il De Grammaticis et rhetoribus e le vite del De poetis di Marco Terenzio Varrone, Orazio, Virgilio e Lucano.
Il suo lavoro più famoso resta tuttavia il De Vita Caesarum in otto libri. Questa raccolta di dodici biografie riguarda le vite degli imperatori Giulio-Claudi e Flavi, partendo da Giulio Cesare fino a Domiziano. Ad eccezione di una genealogia introduttiva e di un breve riassunto della vita e della morte del personaggio, queste biografie non seguono un modello cronologico. Seguivano uno schema con moduli biografici di tipo alessandrino, vale a dire: si partiva dalla nascita e le origini famigliari, poi educazione, giovinezza, inserimento nella vita politica, principali atti di governo; quindi un ritratto fisico e morale; descrizione della fine. Tutto ciò a discapito dell'organicità del racconto, con un interesse spesso dispersivo verso il particolare o la curiosità. La differenza con il contemporaneo Plutarco è che, quest'ultimo partecipava più emotivamente al racconto. Svetonio appare invece più distaccato secondo il Perelli. Emerge anche una caratterizzazione negativa degli imperatori del I secolo, forse incoraggiato dallo stesso Adriano per contrapporre il suo buon governo a quello dei suoi predecessori del secolo precedente, caratterizzato spesso da eccessi (vedi su tutti Caligola, Nerone e Domiziano).
Luciano Perelli di questo autore definisce la sua opera indifferente ai problemi spirituali e morali, volta soprattutto alla curiosità ed all'aneddoto. C'è, infine, una gran varietà di altre opere perdute o incomplete di Svetonio, molte delle quali descrivono ambiti culturali e di società, come il calendario romano o i nomi di mari. Tuttavia, tutto quello che sappiamo su di esse è solamente attraverso riferimenti a tali opere di altri autori.

### Altri autori minori

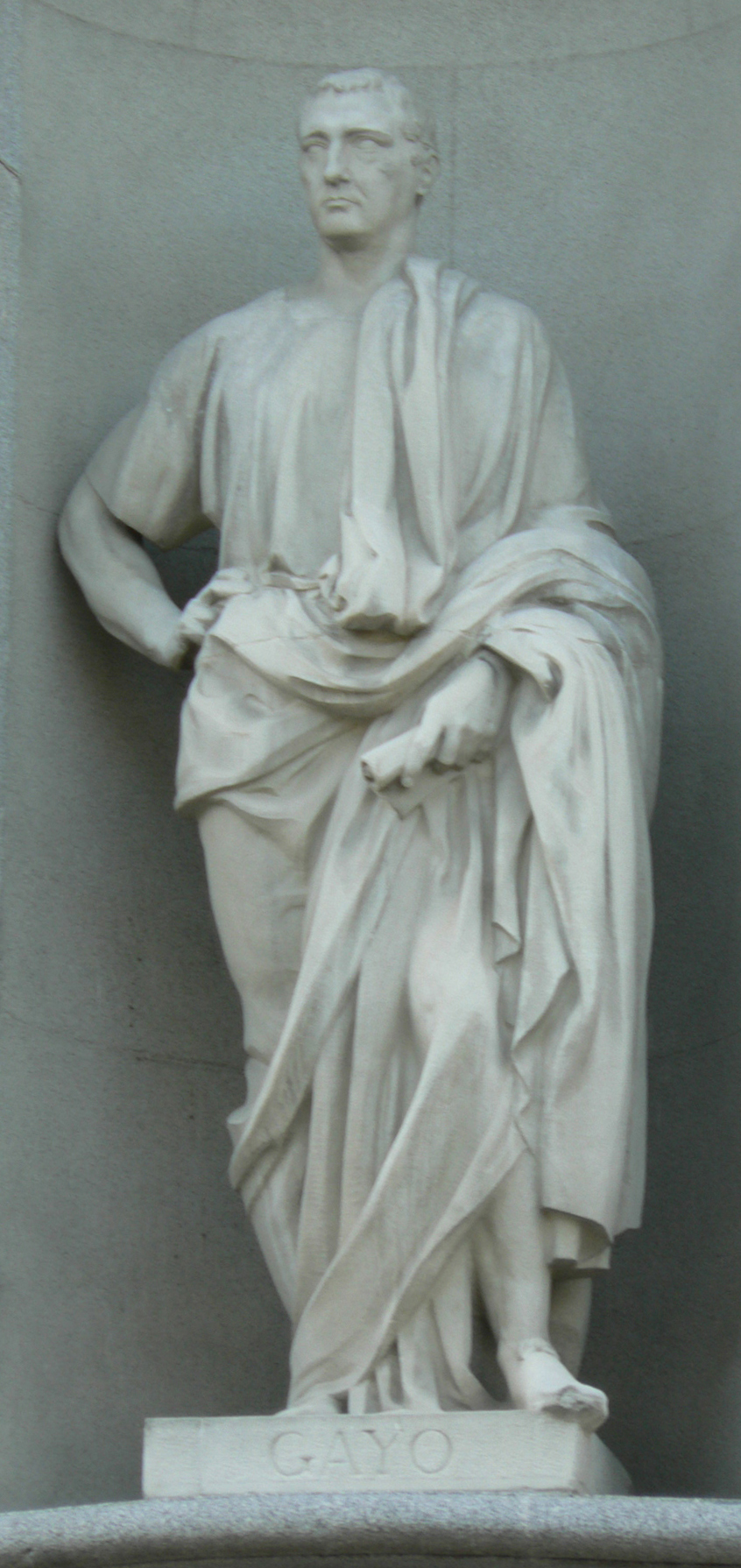
Gaio, giurista romano.

- Quinto Terenzio Scauro (II secolo, visse sotto i principati di Traiano e Adriano), viene considerato il più illustre grammatico e critico letterario del suo tempo. Ebbe rapporti con Plinio il Giovane e con l'imperatore Adriano, che si rivolgevano a lui per questioni letterarie e grammaticali. Delle sue opere ci resta solo un trattato, De orthographia quasi completo, il più antico tra quelli del suo genere arrivati ai nostri giorni.
- Marco Giuniano Giustino (II secolo), storico dell'età antonina (o forse anche del III-IV secolo),[25] compose l'Historiarum Philippicarum T. Pompeii Trogi Libri XLIV, una epitome delle Storie Filippiche (Historiae philippicae et totius mundi origines et terrae situs) di Pompeo Trogo dell'epoca di Augusto.
- Salvio Giuliano (115–post 148), fu un giurista provinciale (nato ad Hadrumetum, l'odierna Susa in Tunisia, allora colonia romana). Ebbe come maestro di diritto Giavoleno Prisco, come si desume da un passo dello stesso giurista conservatoci nal Digesto.[26] nel quale, riferendosi a Giavoleno, utilizza il termine "praeceptorem meum". Secondo quanto asserisce il giurista Pomponio, Giuliano, insieme ad Aburno Valente e Tusciano, fu a capo della scuola dei Sabiniani. Fece parte del consilium principis dell'imperatore Adriano come ci riferisce Elio Sparziano nella sua Vita Hadriani.[27] Su incarico dell'imperatore Adriano si dedicò alla codificazione dell'editto perpetuo. Notevolissima la sua opera di scrittore di opere giuridiche. Le sue opinioni influenzarono la scienza giuridica del tempo e i giuristi posteriori per la finezza del ragionamento che le sosteneva, come è dimostrato dai numerosi brani di altri giuristi che citano il pensiero di Giuliano. Nel Digesto sono raccolti 457 frammenti delle sue opere. Il suo nome è il primo ad apparire nell'Index Florentinus, la lista dei giuristi dalle cui opere attinsero i compilatori giustinianei per la realizzazione della loro opera.
- Sesto Pomponio (115 circa? - Marco Aurelio), giurista e presunto titolare dello ius respondendi negli anni del regno di Adriano, Antonino Pio e Marco Aurelio. Ebbe come maestri Nerazio Prisco e Giuvenzio Celso Figlio. Non ci sono prove storiche certe della presunta appartenenza di Pomponio alla scuola dei Sabiniani. Fu un autore molto fecondo. Inaugurò il filone accademico della giurisprudenza, e si dedicò alla raccolta e riordino del materiale giuridico. Della sua notevole produzione giuridica ci sono noti, attraverso i frammenti tramandati principalmente dai Digesta giustinianei, l'Enchiridion, un manualetto isagogico (cioè introduttivo) compilato a scopo di insegnamento, di incerta datazione (forse intorno al 150, sotto il regno di Antonino Pio); il Magistratum nomina et origo, sulla storia delle magistrature e sull'evoluzione della giurisdizione; lo Ius origo et processus, sulla nascita del diritto e sullo sviluppo delle fonti; e l'Auctorum successio, sulla storia della scienza giuridica basata sullo studio dei singoli giuristi.
- Sulpicio Apollinare (II secolo), educatore e commentatore letterario, fu maestro di Aulo Gellio, che lo cita nelle sue Noctes Atticae e di Elvio Pertinace, prima che questi fosse acclamato imperatore nel 192 in seguito alla morte di Commodo. Sappiamo che compì studi significativi sulla metrica di Virgilio, del quale apprezzò soprattutto l'Eneide, e delle commedie di Terenzio e Plauto.
- Granio Liciniano (II secolo), scrittore.
- Gaio (110–180), fu studioso del diritto romano. Era probabilmente un provinciale stabilitosi a Roma, che assunse un praenomen romano. La sua attività didattica si colloca tra il regno di Antonino Pio ed il regno di Marco Aurelio. Di certo v'è che Gaio morì dopo il 178, anno in cui fu emanato il Senatoconsulto orfiziano, cui Gaio dedica un commento. Grazie al ritrovamento nel 1816 di un manoscritto contenente le Istituzioni, sappiamo che scrisse un'opera in quattro libri (o commentari) che il giurista aveva predisposto a fini didattici e che fotografa con impareggiabile nitidezza il quadro del diritto romano classico. Si tratta dell'unica opera del periodo classico ad esserci pervenuta direttamente, senza il tramite (e le interpolazioni) dei giuristi giustinianei.
- Lucio Volusio Meciano (II secolo), educatore e giurista.